# Aleksiej Diumin
Aleksiej Giennadjewicz Diumin (ros. Алексей Геннадьевич Дюмин, ur. 28 sierpnia 1972 w Kursku) – rosyjski wojskowy i polityk, generał porucznik, Bohater Federacji Rosyjskiej, gubernator obwodu tulskiego.

## Życiorys
Urodził się w rodzinie lekarza wojskowego. Mieszkał w Kałudze i Woroneżu, gdzie w 1989 skończył szkołę średnią, od 1989 służył w armii. 
W 1994 ukończył wyższą wojskową inżynieryjną szkołę radioelektroniki w Woroneżu, później pracował jako inżynier węzła kompleksowej kontroli technicznej w Moskiewskim Okręgu Wojskowym, a od 1996 pełnił różne funkcje w Federalnej Służbie Ochrony Federacji Rosyjskiej. 
W latach 1999–2007 był oficerem ochrony prezydenta Rosji Władimira Putina, 2007−2008 szefem ochrony Wiktora Zubkowa, 2008–2012 szefem Zarządu Służby Bezpieczeństwa Federacji Rosyjskiej – osobistym adiutantem Władimira Putina, a 2012–2013 zastępcą szefa Zarządu Służby Bezpieczeństwa Prezydenta Federacji Rosyjskiej Władimira Putina. W 2009 otrzymał tytuł doktora nauk politycznych. 
Od 2013 pełnił funkcje w ministerstwie obrony, w latach 2013–2015 był dowódcą Sił Operacji Specjalnych – zastępcą szefa Zarządu Głównego Sztabu Generalnego Sił Zbrojnych Federacji Rosyjskiej; odegrał wówczas kluczową rolę w aneksji Krymu w 2014. W 2015 został szefem Sztabu Głównego – I zastępcą dowódcy Wojsk Lądowych.
11 grudnia 2015 otrzymał stopień generała porucznika, od 24 grudnia 2015 do 2 lutego 2016 był wiceministrem obrony, a od 22 lutego 2016 pełni funkcję gubernatora obwodu tulskiego. Na tym stanowisku zastąpił Władimira Gruzdiewa.

## Odznaczenia
- Bohater Federacji Rosyjskiej (2014)
- Order „Za zasługi dla Ojczyzny” IV klasy z Mieczami
- Medal Orderu „Za Zasługi dla Ojczyzny” II klasy
- Medal Suworowa